# Засухин, Владимир Фролович
Владимир Фролович Засухин (род. 11 июня 1947, Львов) — украинский певец (баритон) и композитор, народный артист Украины (1997).
В его репертуаре — старинные романсы, арии из опер, мировая классика и собственные произведения на стихи Юрия Рыбчинского. Его песни исполняли Александр Малинин, Тамара Гвердцители, Алла Кудлай, Татьяна Пискарёва и другие.
Выступал в Италии, Бразилии, Франции, Чехии, России, Польше, Словакии и других странах.

## Концертные программы
- 1980 — «Пусть будет музыка над миром»
- 1982 — «Золотые тернии»
- 1984 — «Горизонт моей финишной черты»
- 1989 — «Иноходец»
- 2003 — «Моя Кармен» (с участием Т. Гвердцители)

## Избранные песни
- «Берега»
- «Осень»
- «Бессонница»
- «Сирена»
- «Мамбо»
- «Дай Боже»
- «Америка»
- «Второй тайм»
- «Корида»
- «Гитара»
- «Актриса»
- «Келих дружбы»
- «Мама моя — Украина»

## Награды и звания
- 1990 — Заслуженный артист Украинской ССР[2]
- 1997 — Народный артист Украины
- 1998 — Орден «За заслуги» III степени[3]